# Kuivakangas
Kuivakangas is een dorp binnen de Zweedse gemeente Övertorneå. Het dorp ligt 4 kilometer ten noorden van Övertorneå aan de Riksväg 99 die hier in het dal van de Torne loopt. Aan de overzijde ligt het Finse Kuivakangas, zonder dat er een direct verbinding tussen de dorpen is.
Onder Kuivakangas vallen de kernen:
- Korvola,
- Härmä,
- Kohkonen,
- Mattila.

Kuivakangas is in het zuiden bijna vergroeid met Poikkijärvi.
Bestuurscentrum: Övertorneå waaronder Turovaara
Tätort: Hedenäset · Juoksengi · Svanstein
Småort: Aapua · Haapakylä · Jänkisjärvi · Kuivakangas · Maaherra, Aili en Kieri · Neistenkangas · Pello · Poikkijärvi · Pudas · Rantajärvi
Overig: Alkullen · Armasjärvi · Bäckesta · Ekfors · Härkäsaadio · Hirvijärvi · Kannusjärvi · Kukasjärvi · Koutojärvi · Kuurajärvi · Kuusijärvi · Liehittäjä · Littiäinen · Luppio · Matojärvi · Mettäjärvi · Mukkajärvi · Oja · Olkamangi · Orjasjärvi · Pallakka · Penttäjä · Persomajärvi · Pirttijärvi · Potila · Puhkuri · Raitajärvi · Risudden-Vitsaniemi · Ruokojärvi · Ruskola · Siekasjärvi · Soukolojärvi · Soukolojoki · Vyöni · Ylinenjärvi · Ylinenjoki